# Concert pentru vioară
Concertul pentru vioară este un concert pentru vioară solo (uneori două sau mai multe viori) și un ansamblu instrumental, de regulă o orchestră. Asemenea lucrări au fost compuse din perioada barocului, când s-a dezvoltat pentru prima dată forma de concert, până în prezent. Mulți compozitori importanți au contribuit la repertoriul de concerte pentru vioară, cum ar fi Bach, Bartók, Beethoven, Berg, Brahms, Bruch, Ceaikovski, Dvořák, Glass, Mendelssohn, Mozart, Paganini, Prokofiev, Saint-Saëns, Schoenberg, Shostakovich, Sibelius și Vivaldi. În mod tradițional o lucrare în trei părți, în secolul al XX-lea concertul pentru vioară a fost structurat în patru părți de o serie de compozitori cum ar fi Shostakovich, Stravinski sau Berg. În unele concerte pentru vioară, în special din perioada barocă și din perioada contemporană, vioara (sau grupul de viori) este acompaniat de un ansamblu de cameră decât de o orchestră. De exemplu, L'estro Armonico de Vivaldi a fost compus pentru patru viori, două viole, violoncel și basso continuo iar primul concert pentru vioară al lui Allan Pettersson este compus pentru vioară și cvartet de coarde.

## Exemple de concerte pentru vioară
- John Adams
  - Concertul pentru vioară (1993)
- Johann Sebastian Bach
  - Concertul pentru vioară în La minor, BWV 1041 (1717-1723)
  - Concertul pentru vioară în Mi major, BWV 1042 (1717-1723)
  - Concertul pentru două viori în Re minor, BWV 1043 (1723)
  - Concertul pentru vioară în Re minor, BWV 1052 (o reconstrucție a unei lucrări pierdute)
  - Concertul pentru vioară în Sol minor, BWV 1056 (o reconstrucție a unei lucrări pierdute)
- Béla Bartók
  - Concertul pentru vioară nr. 1 (1908)
  - Concertul pentru vioară nr. 2 (1938)
- Ludwig van Beethoven
  - Concertul pentru vioară în Re major, Op. 61 (1806)
- Alban Berg
  - Concertul pentru vioară "În memoria unui înger" (1935)
- Johannes Brahms
  - Concertul pentru vioară în Re major, Op. 77 (1878)
- Max Bruch
  - Concertul pentru vioară nr. 1 în Sol minor, Op. 26 (1867)
- Piotr Ilici Ceaikovski
  - Concertul pentru vioară în Re major, Op. 35 (1878)
- Antonín Dvořák
  - Concertul pentru vioară în La minor, Op. 53 (1879-1880)
- Philip Glass
  - Concertul pentru vioară nr. 1 (1987)
  - Concertul pentru vioară nr. 2 (2009)
- Alexandr Glazunov
  - Concertul pentru vioară în La minor, Op. 82 (1904)
- Joseph Haydn
  - Concertul pentru vioară nr. 1 în Do major (1760)
  - Concertul pentru vioară nr. 3 în La major
  - Concertul pentru vioară nr. 4 în Sol major
- Aram Haciaturian
  - Concertul pentru vioară în Re minor (1940)
- Erich Wolfgang Korngold
  - Concertul pentru vioară în Re major, Op. 35 (1945)
- Édouard Lalo
  - Simfonia spaniolă în Re minor, Op. 21 (1875)
- Felix Mendelssohn
  - Concertul pentru vioară în Mi minor, Op. 64 (1844)
- Wolfgang Amadeus Mozart
  - Concertul pentru vioară nr. 1 în Si bemol major, K. 207 (1773)
  - Concertul pentru vioară nr. 2 în Re major, K. 211 (1775)
  - Concertul pentru vioară nr. 3 în Sol major, K. 216 Strassburg (1775)
  - Concertul pentru vioară nr. 4 în Re major, K. 218 (1775)
  - Concertul pentru vioară nr. 5 în La major, K. 219 Turceasca (1775)
- Carl Nielsen
  - Concertul pentru vioară (1910)
- Nicolo Paganini
  - Concertul pentru vioară nr. 1 în Re major, Op. 6, MS 21 (1816)
  - Concertul pentru vioară nr. 2 în Si minor, Op. 7, MS 48 (1826)
  - Concertul pentru vioară nr. 3 în Mi major, MS 50 (1826)
  - Concertul pentru vioară nr. 4 în Re minor, MS 60 (1829-1830)
  - Concertul pentru vioară nr. 5 în La minor, MS 78 (1830)
- Sergei Prokofiev
  - Concertul pentru vioară nr. 1 în Re major, Op. 19 (1917)
  - Concertul pentru vioară nr. 2 în Sol minor, Op. 63 (1935)
- Miklós Rózsa
  - Concertul pentru vioară, Op, 24 (1953-1954)
- Camille Saint-Saëns
  - Concertul pentru vioară nr. 1 în La major, Op. 20 (1859)
  - Concertul pentru vioară nr. 2 în Do major, Op. 58 (1858)
  - Concertul pentru vioară nr. 3 în Si minor, Op. 61 (1880)
- Arnold Schoenberg
  - Concertul pentru vioară, Op. 36 (1936)
- Robert Schumann
  - Concertul pentru vioară în La minor (1853)
- Dmitri Shostakovich
  - Concertul pentru vioară nr. 1 în La minor, Op. 77 (1948, revizuit și publicat în 1955 ca Op. 99)
  - Concertul pentru vioară nr. 2 în Do diez minor, Op. 129 (1967)
- Jean Sibelius
  - Concertul pentru vioară în Re minor, Op. 47 (1904)
- Karol Szymanowski
  - Concertul pentru vioară nr. 1, Op. 35 (1917)
  - Concertul pentru vioară nr. 2, Op. 61 (1932-1933)
- Henryk Wieniawski
  - Concertul pentru vioară nr. 1 în Fa diez minor, Op. 14
  - Concertul pentru vioară nr. 2 în Re minor, Op. 22